# Saanen

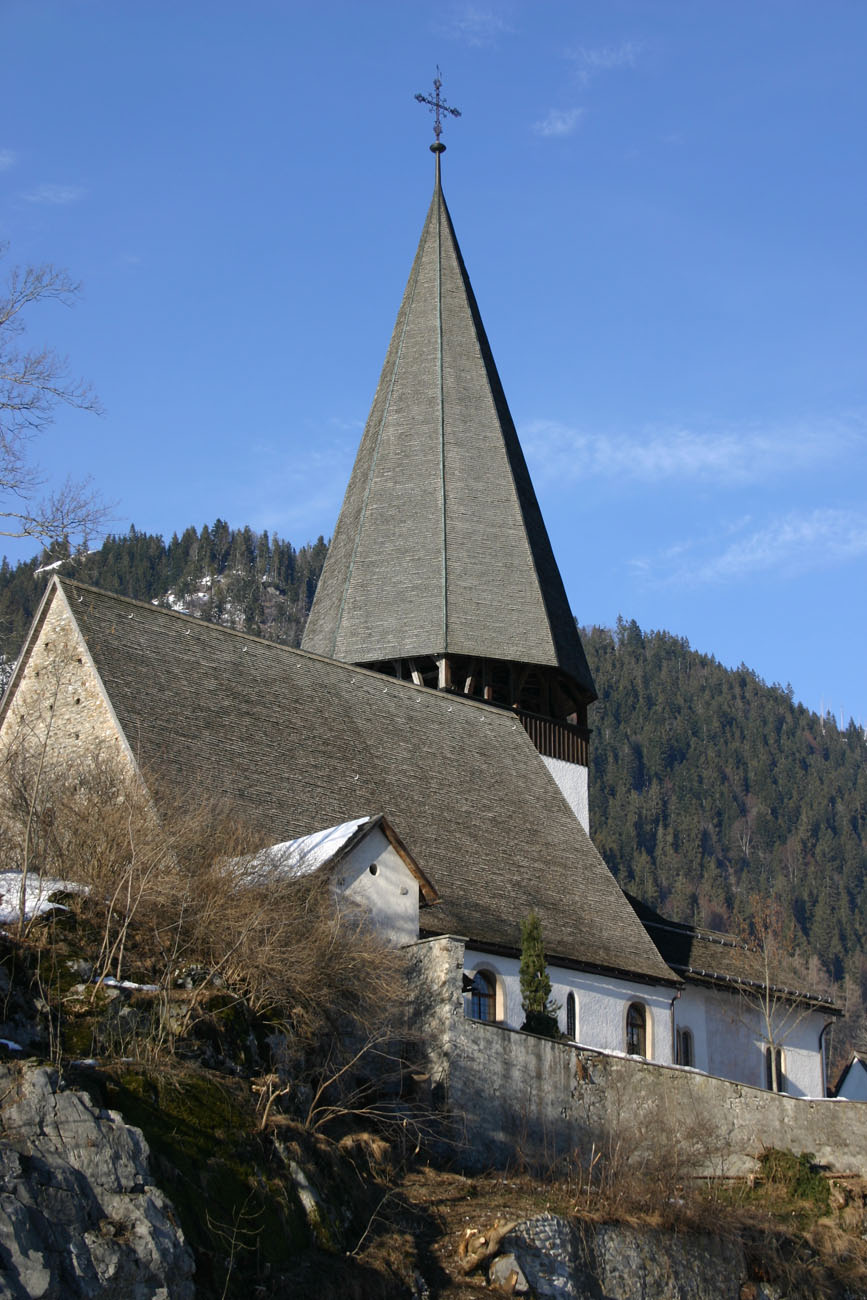
Mauritius-Kirche

Saanen (französisch Gessenay) ist eine politische Gemeinde und der Hauptort im Verwaltungskreis Obersimmental-Saanen des Kantons Bern in der Schweiz.
Zur Einwohnergemeinde Saanen gehören die Ortschaften (Bäuert genannt): Saanen als Haupt- und Amtsort, Abländschen, Bissen, Ebnit, Gruben, Grund, Gstaad, Kalberhöni, Saanenmöser, Schönried und Turbach.

## Geographie
Südlich von Saanen befinden sich die Gemeinden Gsteig (grenzt an den Kanton Wallis und liegt südlicher als Airolo) und Lauenen. Saanen selber grenzt im Westen und Norden an die Kantone Waadt und Freiburg, sowie im Osten an die Simmentaler Gemeinden Boltigen, Zweisimmen, St. Stephan und Lenk. Auf dem Gipfel des Dent de Ruth in den Gastlosen befindet sich ein Dreikantonseck zu den Kantonen Freiburg und Waadt (). In Saanen treffen die drei Gebirgsgruppen der Berner-, Freiburger- und Waadtländer Voralpen aufeinander. Der höchste Punkt ist der 2541 Meter hohe Giferspitz, die tiefste Stelle liegt auf 985 Metern an der Saane bei der Rüttischlucht. Bei Saanen mündet der Chalberhönibach von Süden in die Saane.

### Dorf Saanen
Die Hauptortschaft der Gemeinde Saanen ist das gleichnamige Dorf Saanen. Es ist 3 km entfernt von Gstaad und grenzt direkt an den Kanton Waadt. Der Berg Vanel zwischen Saanen und Rougemont bildet die Kantons- und Sprachgrenze.
Der Name des Ortes kommt vom gleichnamigen und grössten Fluss der Umgebung, der Saane. Ungefähr im 5. Jahrhundert wanderten Burgunder ein, und im 8. Jahrhundert brachten Alemannen, die vom Simmental her einwanderten, die deutsche Sprache ins Saanental. Politisch gehörte Saanen zu der um 900 erstmals erwähnten Grafschaft Ogo, später Greyerz genannt.
In Saanen steht auch die Mauritius-Kirche, wo Yehudi Menuhin seine jährlichen stattfindenden  Konzerte in der Kirche Saanen begründete. Sie wäre Anfang des 20. Jahrhunderts beinahe abgebrannt, jedoch konnte man sie retten. Danach wurde sie wieder aufgebaut und renoviert.
Im Jahre 1911 kam über Saanen eine schwere Mausplage. Die Bürger erhalten bis heute (Stand September 2017) für jede erlegte Maus einen gewissen Geldbetrag. Vier Angestellte der Gemeindeverwaltung sind jedes Jahr damit beschäftigt, die von den Bürgern eingereichten Mäuseschwänze zu zählen und den entsprechenden Erlös auszubezahlen.
Mit der neuen Umfahrungsstrasse, 2010 eröffnet, wird das Dorfbild wieder an den Ursprung angepasst. Viele schöne alte Häuser zieren das Bild. Das gemeindeeigene Hotel Landhaus aus dem 19. Jahrhundert und das hundertjährige Hotel Saanerhof sind markante Bauten im Dorfkern von Saanen.
Saanen beherbergt das Menuhin Center.

### Saanenland
Das Saanenland war bis 2009 bernischer Amtsbezirk mit den drei Gemeinden Saanen, Gsteig und Lauenen (siehe auch Amtsbezirk Saanen).

## Geschichte
Eine befestigte Höhensiedlung vermutlich aus der Bronzezeit bestand auf dem Cholis Grind. Saanen wurde 1228 als Gissinay erwähnt, 1340 als Sanon und französisch Gessenay. Den Turm Schwabenried gab es seit etwa dem Jahr 1000, und die Kramburg, die 1331 erweitert wurde, lag an den Saumwegen ins Wallis und in die Waadt. Das Dorf war Zentrum des gleichnamigen Gebiets und der Grosspfarrei. 1228 wurde die Mauritiuskirche erstmals erwähnt, 1444 bis 1447 wurde sie erweitert, Wandmalereien stammen aus der zweiten Hälfte des 15. Jahrhunderts. Zusätzlich gab es die 1511 erbaute Annakapelle, die Johannes- und die Siechenkapelle. Fünf bis sechs Priester mit Kirchherr und Kaplänen hatten die Bevölkerung zu betreuen. Von dieser Pfarrei resp. Kirchgemeinde lösten sich Gsteig nach 1500, Lauenen 1522 und Abländschen 1704. Der Kirchensatz wurde 1330 von den Grafen von Greyerz dem Priorat Rougemont übergeben, mit der Reformation 1556 fiel sie an Bern. 1575 brannte das Dorf ab.
Ausser den Strassendörfern Saanen und Gstaad waren die elf Bäuerten Streusiedlungen. Verdienstquellen waren die Säumerei, Vieh- und Waldwirtschaft. In Saanen gab es Handwerk und Gewerbe, zudem wurden Wochen- und Jahrmärkte abgehalten. Gasthäuser waren die zwei Tavernen, das Kleine und das Grosse Landhaus, und eine Sust aus dem 14. Jahrhundert, die heute den Kern des Pfarrhauses bildet.
1833 entstand eine eigenständige politische Gemeinde. 1845 wurde die erste Fahrstrasse mit einem Postkutschenkurs nach Zweisimmen fertiggestellt. 1867 wurde eine Sekundarschule eingerichtet, die heute im Oberstufenzentrum Ebnit angesiedelt und eines von 11 Schulhäusern ist. 1874 wurde die Spar- und Leihkasse eröffnet, die seit 1980 Saanen Bank heisst. Nach der Eröffnung der Montreux-Oberland-Bahn 1905 nahm der Fremdenverkehr stark zu. Das Bezirksspital besteht auch seit 1905 und ist heute Teil der Spital STS AG. Die kaufmännische Berufsschule gibt es seit 1908, heute ist sie die Wirtschaftsschule Saanenland-Obersimmental, die zur Wirtschaftsschule Thun gehört. Die Hausweberei mit der zentralen Verkaufsstelle des Heimatwerks war zwischen den Weltkriegen wichtiger Erwerbszweig. Nach 1945 wurden viele Ferienwohnungen gebaut, was die Beschäftigung im lokalen Baugewerbe förderte. Wichtiger Wirtschaftsfaktor sind heute die Bergbahnen Destination Gstaad AG, die mehr als 60 Bahnen in der Region betreiben. Ein Heimatmuseum öffnete 1999 seine Türen.

## Namen
Der deutsche Name Saanen, ursprünglich wohl Sanona, leitet sich vom schweizerischen Alpenfluss Saane ab.
Der französische Name Gessenay ist schon seit 1228 bezeugt, und zwar zunächst als Gissinai. Dieser Beleg ist damit sogar älter als der erste deutschsprachige Beleg Saanen. Es gibt verschiedene Deutungen, zum Beispiel Ableitungen von Personennamen (Gissi, Getti oder ähnlich) in Verbindung mit lateinischen Endungen für Flurnamen (-acum und -etum). Andere Ableitungen gehen von einer Latinisierung von Wyssenöye (wörtlich Weisungsaue bzw. Wiese, auf der über politische Weisungen abgestimmt wird). Volksetymologische Deutungen gehen zum Teil ebenfalls auf Wyssenöye zurück, jedoch in der Interpretation weisse Wiese, aber auch die Ableitung von einer lokalen Flurbezeichnung Giessen wird genannt.

## Bevölkerung
| Jahr      | 1764 | 1850 | 1900 | 1950 | 2000 | 2016 | 2022 | 2018 |
| Einwohner | 2939 | 3629 | 3690 | 4899 | 6914 | 6882 | 6929 | 7643 |

## Politik
Gemeindepräsident ist Toni von Grünigen (SVP).
Bei den Nationalratswahlen 2023 betrugen die Wähleranteile in Saanen (in Klammern die Veränderung im Vergleich zu den Wahlen 2019 in Prozentpunkten): SVP 44,53 % (−6,98), FDP 15,58 % (+3,04), glp 12,40 % (+2,46), EDU 8,24 % (+4,55), SP 6,13 % (+1,08), Mitte 5,19 % (−1,63), Grüne 3,42 % (−1,14), EVP 2,66 % (−0,21), SD 0,08 % (−0,08).

## Gesundheitswesen
Saanen verfügte bis November 2012 über ein öffentliches Spital. Die Gesundheitsversorgung wurde mit Absicht einer Kostenoptimierung reorganisiert. Nach der Schliessung erfolgt die Versorgung der Bevölkerung durch auszubauende lokale Dienstleister (Hausärzte und Gemeinschaftspraxen) und die Spitäler Zweisimmen und Thun des Spitalverbunds STS (Spital Thun Simmental).

## Verkehr

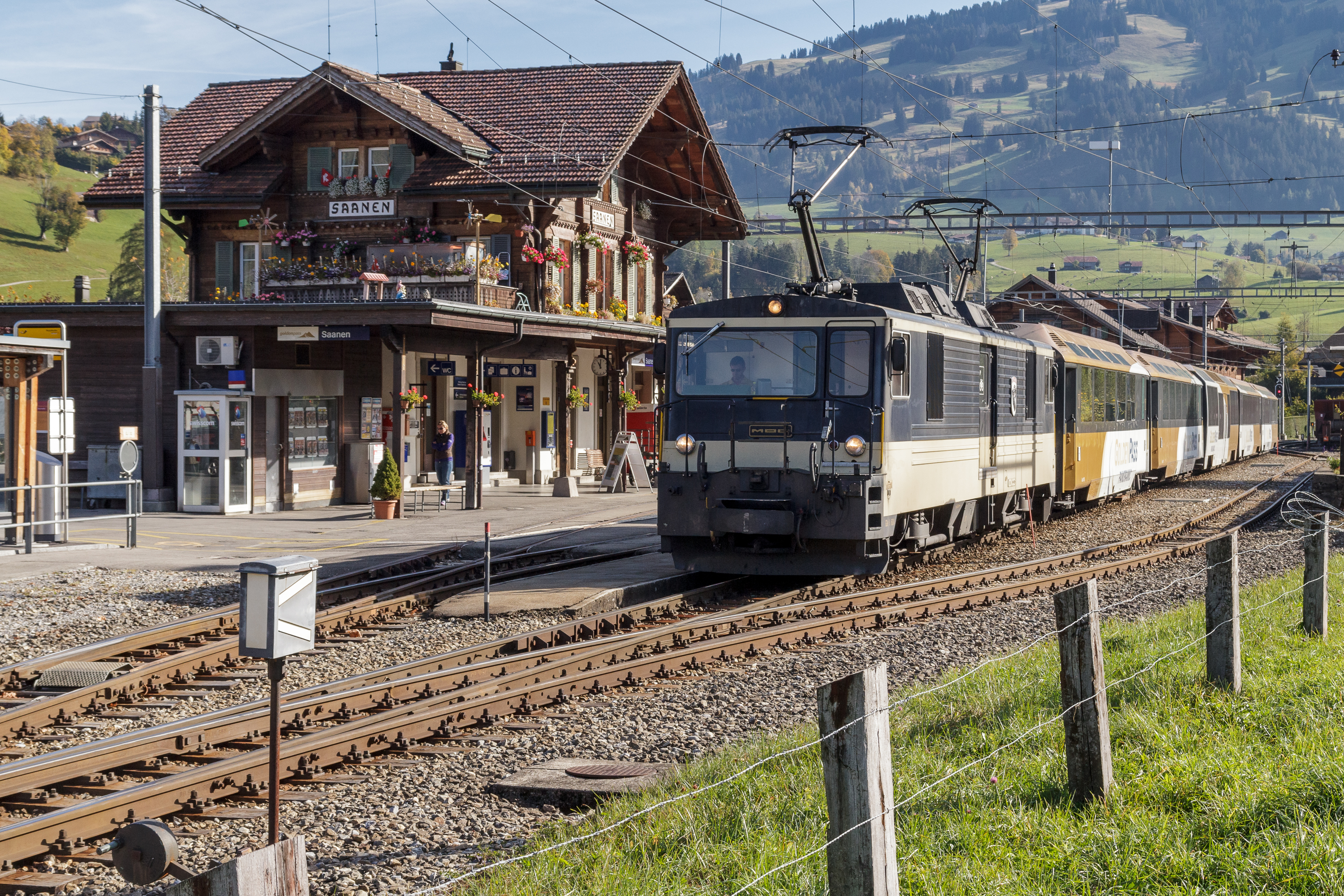
Bahnhof Saanen

Die Montreux-Berner Oberland-Bahn bedient mit der Bahnstrecke Montreux–Lenk im Simmental fünf Bahnhöfe auf dem Gemeindegebiet: Saanenmöser, Schönried, Gruben, Gstaad und Saanen. An diesem Bahnhof wurden Szenen von Wer zuerst kommt, kriegt die Braut, einem der erfolgreichsten Bollywood-Filme, gedreht. 
Saanen besitzt den Flugplatz Saanen, der für vielfältige Flugsportaktivitäten genutzt wird.

## Bilder

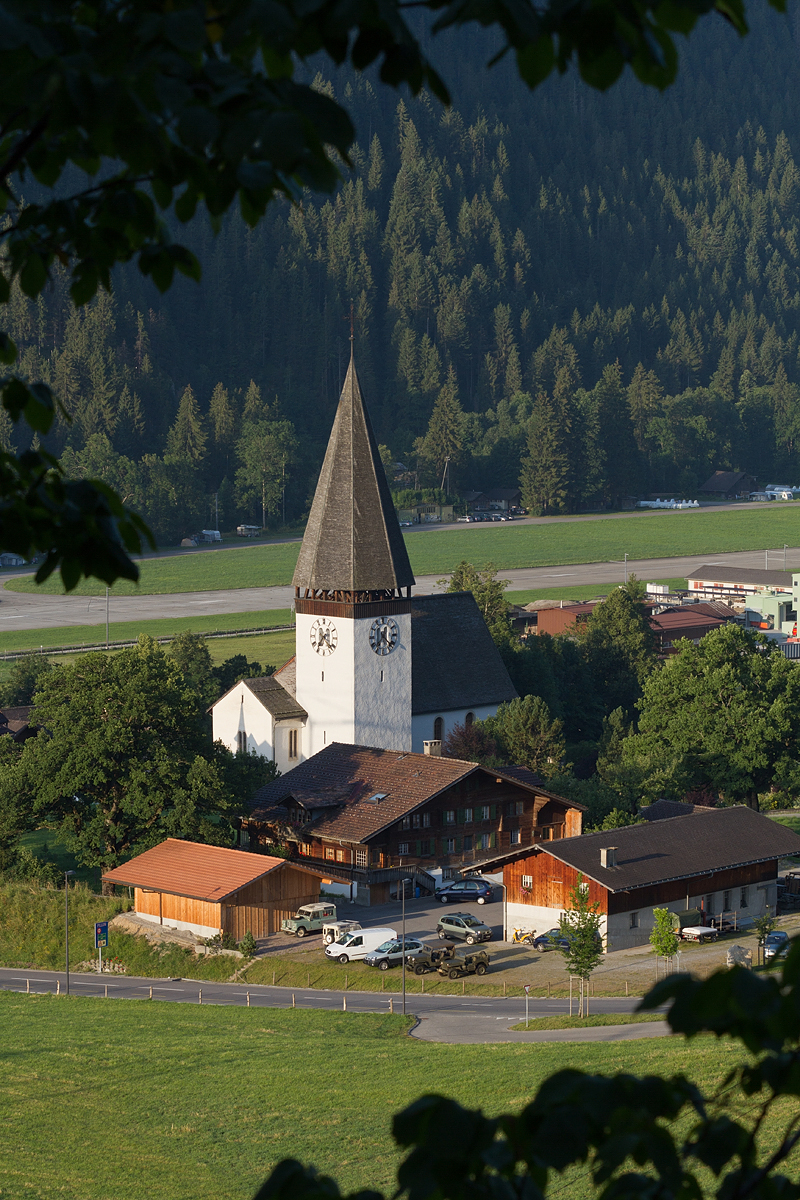
St. Mauritius
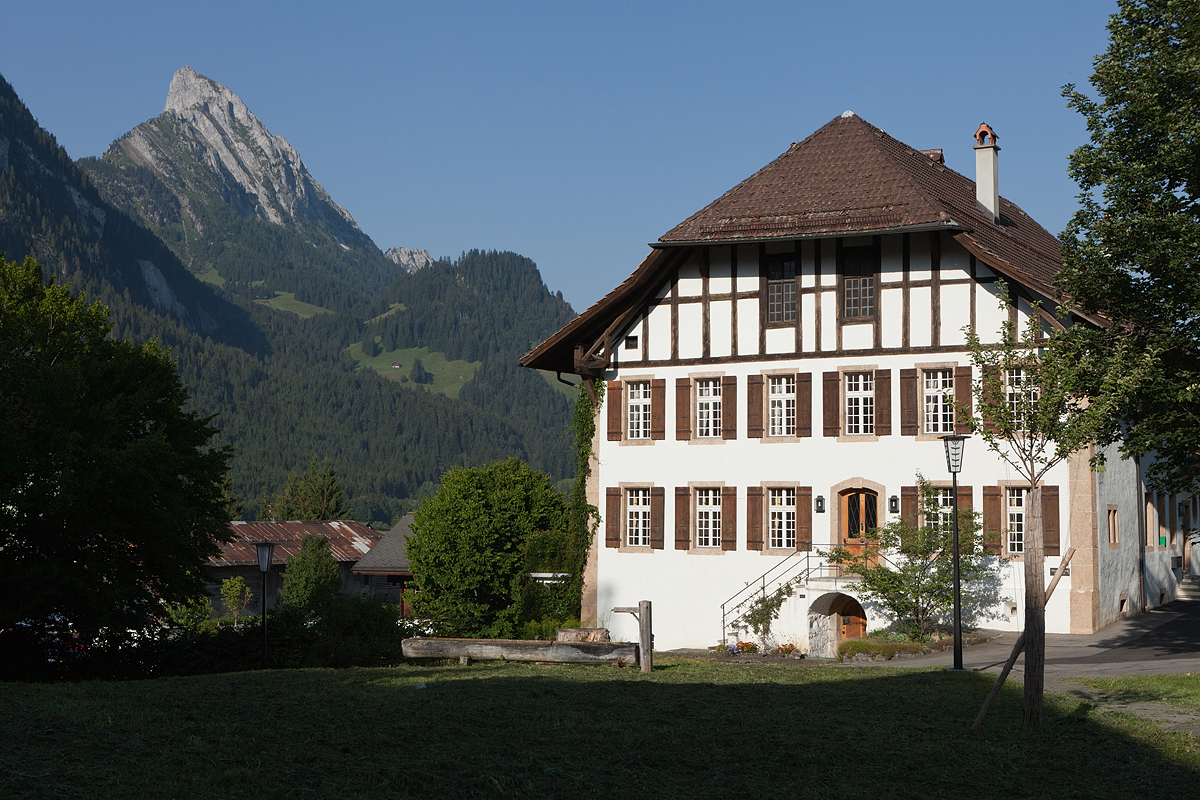
Pfarrhaus
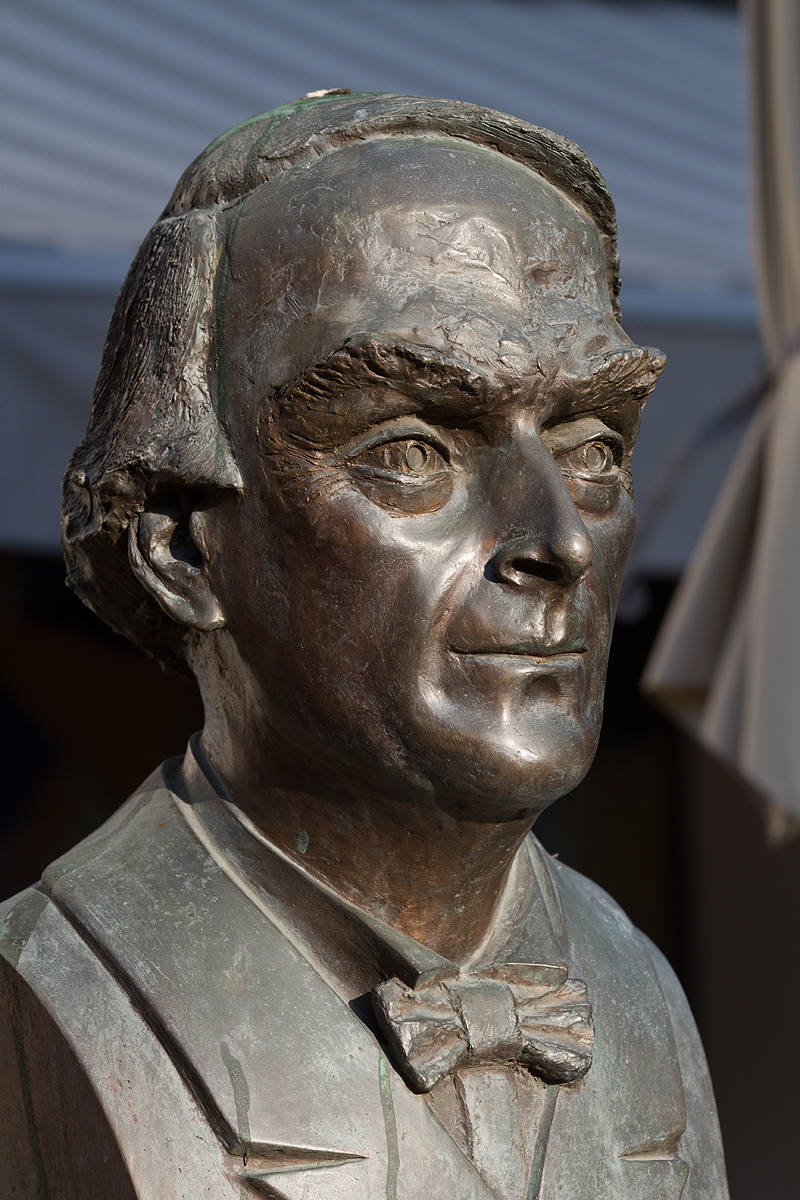
Büste Yehudi Menuhin
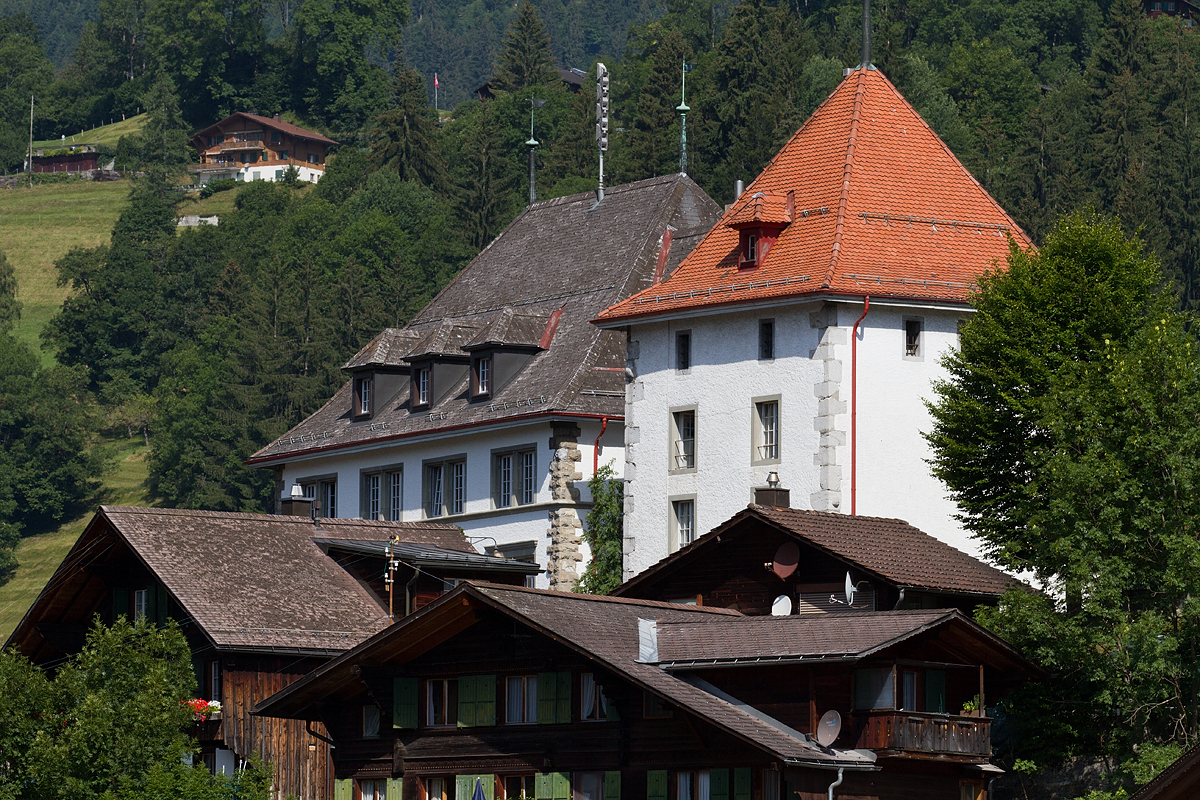
Amtshaus
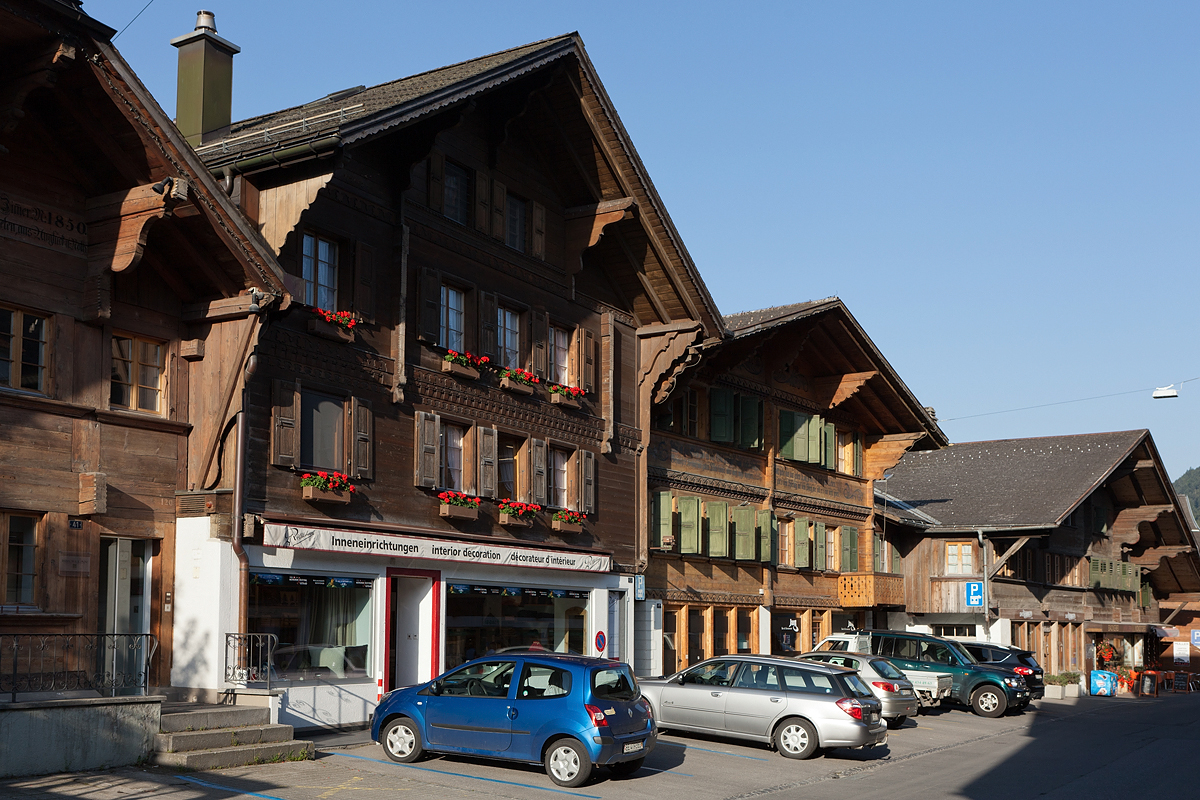
Dorfkern
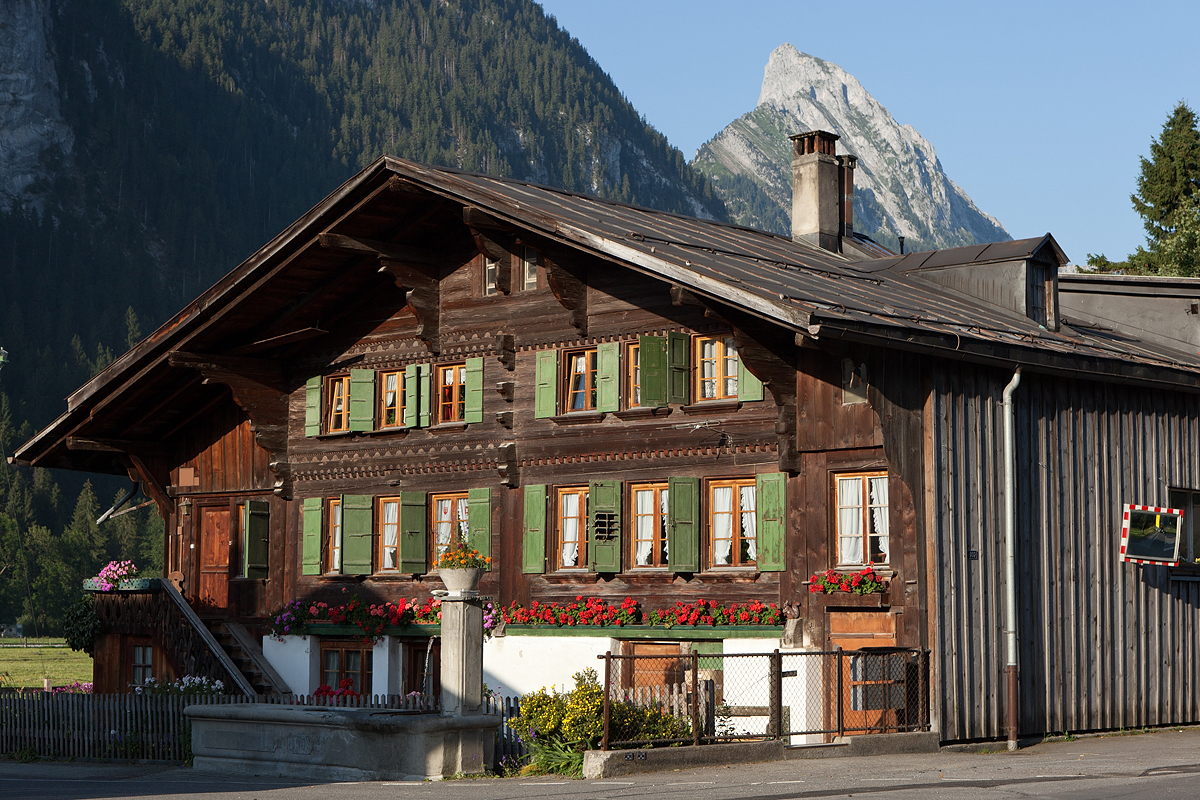
Ortstypisches Haus

## Sehenswürdigkeiten
- Museum der Landschaft Saanen[10]

## Sport
Abländschen ist Startpunkt für die Teilnehmer der kurzen Strecke bei der jährlich ausgetragenen Trophée des Gastlosen, einem Volks- und Wettkampfrennen aus dem Bereich des Skibergsteigens.

## Städtepartnerschaften
- Cannes (Frankreich)
- Darmstadt (Deutschland, Hessen)
- La Massana (Andorra)

## Persönlichkeiten
- Julie Andrews (* 1935), Ehrenbürgerin von Saanen[11]
- Michael von Grünigen (* 1969), 2-facher Skiweltmeister Ski Alpin Riesenslalom (1997 & 2001),  Ehrenbürger von Saanen
- Johannes Bach (1808–1866), Richter und Politiker
- Philippe Bach (* 1974), Dirigent
- Horst Bischof (* 1967), österreichischer Informatiker
- Fritz Ebersold (1851–1923), Redaktor, Schriftsteller und Bühnenautor
- Walter Gander (* 1944), Mathematiker und Informatiker, Hochschullehrer
- Roland Haldi (* 1979), Snowboarder
- Christian Hauswirth (* 1965), Skispringer
- Reto Knutti (* 1973), Klimatologe und Hochschullehrer
- Christian Kracht (* 1966), Schriftsteller
- Yehudi Menuhin (1916–1999), Ehrenbürger von Saanen
- Andreas Matti (* 1959), Schauspieler
- Hans Raaflaub (1928–2010), Schriftsteller
- Roland Reichenbach (* 1962), Pädagoge und Hochschullehrer
- Roger Rigorth (* 1965), Bildhauer
- Rudolf Schatzmann (1822–1886), Pfarrer, Landwirt und Landwirtschaftsfunktionär
- Isabelle von Siebenthal (* 1957), Schauspielerin und Tänzerin
- Steffi von Siebenthal (* 1977), Snowboard-Weltmeisterin
- Andreas Steffen (* 1975), Freestyle-Skier und Mountainbikefahrer
- Walter Arnold Steffen (1924–1982), Maler und Zeichner
- Karl Uelliger (1914–1993), Maler, Zeichner und Plastiker